# Robustopachyphloia
Robustopachyphloia es un género de foraminífero bentónico de la familia Pachyphloiidae, de la superfamilia Geinitzinoidea, del suborden Fusulinina y del orden Fusulinida. Su especie tipo es Robustopachyphloia annectena. Su rango cronoestratigráfico abarca el Changsingiense (Pérmico superior).

## Clasificación
Robustopachyphloia incluye a la siguiente especie:
- Robustopachyphloia annectena †